# April Hunter
Pour les articles homonymes, voir Hunter.
April Hunter, née le 24 septembre 1974, est une catcheuse américaine, une professionnelle et de remise en forme ainsi qu'une mannequin. Elle est apparue dans de nombreuses publications comme MuscleMag International ou encore Playboy Magazine. Elle a également une série de bande dessinée qui lui est consacrée, Code Red éditée par Pickle Press.